# Saxons du Milieu

L'Essex et le Middlesex à l'époque anglo-saxonne.

Les Saxons du Milieu ou Moyens-Saxons (Middle Saxons en anglais, Middelseaxan en vieil anglais) sont un peuple anglo-saxon. Leur territoire correspond approximativement à celui du comté ultérieur du Middlesex, qui leur doit son nom, mais il s'étend également sur le sud et l'est du Hertfordshire.
La première mention du territoire des Saxons du Milieu est une charte datée de 704 selon laquelle il relève déjà des rois du peuple voisin des Saxons de l'Est. Il passe sous le contrôle de la Mercie à l'époque d'Æthelbald, qui règne de 716 à 757.